# Lakers vs. Celtics and the NBA Playoffs
Lakers vs. Celtics and the NBA Playoffs est un jeu vidéo de basket-ball sorti en 1989 sous DOS, puis en 1990 sur Mega Drive. Le jeu a été développé et édité par Electronic Arts.